# Arkadiusz Soczewski
 Arkadiusz Soczewski  (ur. 9 czerwca 1982) – polski koszykarz na pozycji skrzydłowego w zespole Spójni Stargard (2000–2016); w zespole Gryf Goleniów zakończył karierę (2016–2017). 

## Życiorys
Arkadiusz Soczewski urodził się 9 czerwca 1982. 
Związany był z Zespołem Szkół Budowlano-Technicznych w Stargardzie Szczecińskim. Arkadiusz Soczewski całą swoją karierę spędził w Spójni Stargard Szczeciński, od gier w drużynach młodzieżowych, przez rywalizację w trzech najlepszych polskich ligach. 
W roku 2000 w wieku 19 lat rozpoczął treningi  w ekstraklasowym (PLK) zespole Spójni Stargard i w sezonie 2000/2001 zagrał w 3 meczach. W latach 2001–2004 w rozgrywkach PLK grał dalej w zespole Spójnia Stargard uczestnicząc w 77 meczach, po czym w 2004 drużyna spadła do I ligi. W latach 2004–2007 rozegrał 79 meczów w stargardzkim klubie, który w 2007 spadł do II ligi. W latach 2007–2009 w rozgrywkach II ligi zagrał w 49 meczach, a następnie w 2009 klub awansował do I ligi. 21 grudnia 2012 podczas wyjazdowego meczu w Przemyślu obchodził jubileusz rozgrywając 300 meczów w Spójni Stargard Szczeciński zdobywając 1836 punktów, rozegrał 74 mecze w najwyższej klasie rozgrywkowej, 181 spotkań w I lidze oraz 46 pojedynków w II lidze, po czym awansował wraz z drużyną do I ligi. W latach 2009–2016 zanotował 228 gier. W roku 2017 zakończył grę w II ligowym Gryfie Goleniów, gdzie w sezonie 2016/2017 rozegrał 24 spotkania. W sumie w swojej karierze zanotował 415 meczów i zdobył 2447 pkt. ze średnią 5,9. 
W 2019 podczas obchodów 70-lecia powstania stowarzyszenia Spójnia Stargard został odznaczony Brązową Honorową Odznaką Polskiego Związku Koszykówki oraz został wybrany do pierwszej piątki koszykarzy 70-lecia Spójni Stargard. 30 września 2023 uczestniczył w spotkaniu byłych koszykarzy, trenerzy i działaczy Spójni Stargard, którym jako gościom honorowym wręczono przed meczem z Eneą Abramczyk Astorią Bydgoszcz pamiątkowe statuetki z napisem „Przyjaciel Klubu”. 26 października 2023 uczestniczył w obchodach 60-lecia ZSBT z okazji których zagrał w meczu z okazji 60-lecia stargardzkiej budowlanki. 6 września 2024 podczas obchodów 75-lecia powstania Spójni Stargard został odznaczony Złotą Honorową Odznaką Polskiego Związku Koszykówki. 

## Osiągnięcia
Na podstawie, o ile nie zaznaczono inaczej.

### Drużynowe
- VIII miejsce PLK (2000)
- V miejsce PLK (2001)

## Historyczne składy Arkadiusza Soczewskiego (zawodnik)

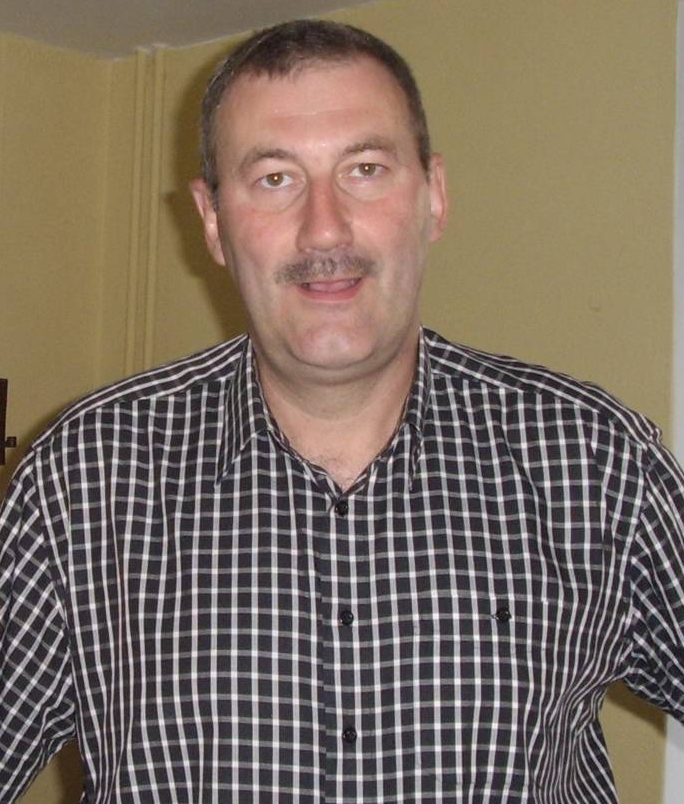
Jerzy Binkowski był trenerem Arkadiusza Soczewskiego

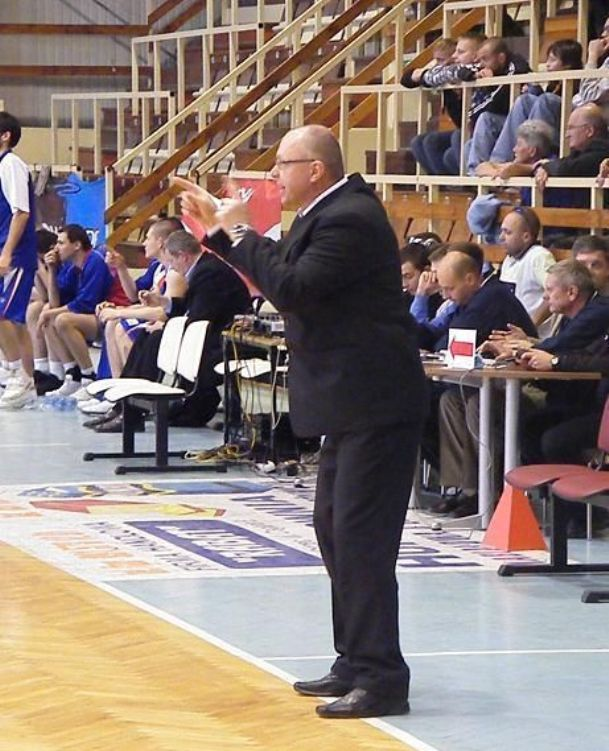
Mieczysław Major był II trenerem Soczewskiego

### Sezon 2002/2003 (rozgrywki w PLK)
Arkadiusz Soczewski zadebiutował w Spójnia Stargard w roku 2000. W sezonie 2002/2003 grał w rozgrywkach w PLK w składzie:
| Nr | Poz. | Nar.              | Nazwisko i imię         | Data urodzenia | Wzrost | Masa ciała |
| -- | ---- | ----------------- | ----------------------- | -------------- | ------ | ---------- |
| ?  | C    | Polska            | Bigus, Rafał            | 1976-07-12     | 215 cm |            |
| 14 | S    | Polska            | Morkowski, Robert       | 1974-08-21     | 200 cm |            |
| 7  | O    | Polska            | Nizioł, Piotr           | 1969-01-15     | 190 cm |            |
| ?  | O    | Polska            | Wiliński, Piotr         | 1983-02-12     | 182 cm |            |
| ?  | O    | Polska            | Świętoński, Tomasz      | 1984-04-04     | 186 cm |            |
| ?  | S/C  | Polska            | Hrycaniuk, Adam         | 1984-03-15     | 206 cm |            |
| ?  | O/S  | Polska            | Mazur, Hubert           | 1984-06-10     | 189 cm |            |
| ?  | O    | Stany Zjednoczone | Piechucki, Kamil        | 1983-07-28     | 186 cm |            |
| 19 | S    | Polska            | Soczewski, Arkadiusz    | 1982-06-09     | 201 cm |            |
| ?  | S    | Polska            | Robak, Artur            | 1978-06-07     | 208 cm |            |
| 3  | O    | Stany Zjednoczone | Respert, Shawn          | 1972-02-06     | 190 cm |            |
| ?  | S    | Litwa             | Jarusevicius, Mindaugas | 1976-04-13     | 201 cm |            |
| ?  | S    | Polska            | Kamiński, Bartosz       | 1983-05-12     | 202 cm |            |
| ?  | O/S  | Polska            | Darnikowski, Jarosław   | 1971-07-03     | 198 cm |            |
| ?  | O    | Stany Zjednoczone | Braswell, Kevin         | 1979-01-23     | 188 cm |            |

Trener:  Jerzy Binkowski
 Asystenci: Mieczysław Major

### Sezon 2003/2004 (rozgrywki w PLK, spadek do I ligi)

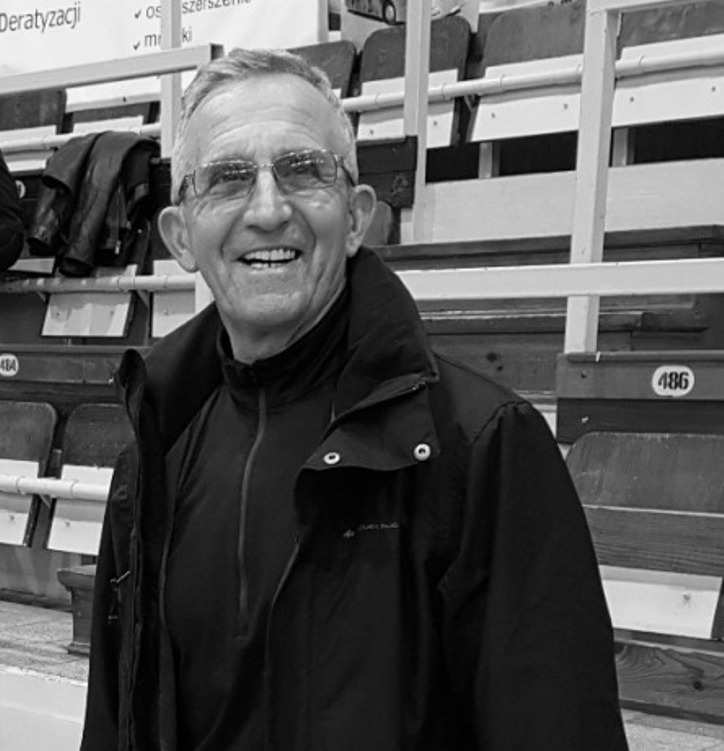
Ryszard Janik był trenerem Arkadiusza Soczewskiego

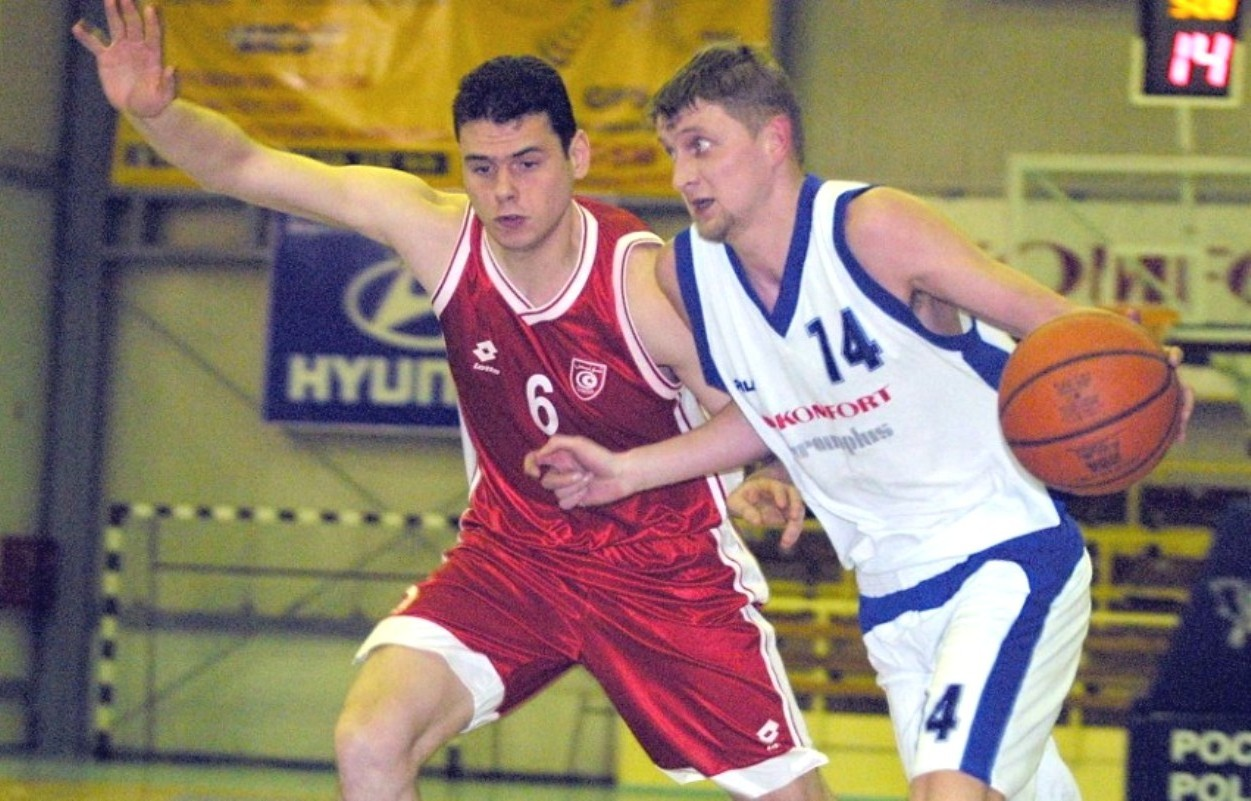
Arkadiusz Soczewski grał w Spójni m.in. z Robertem Morkowskim

Arkadiusz Soczewski w sezonie 2003/2004 grał w zawodowej LBL rozgrywek w PLK w składzie:
| Nr | Poz. | Nar.              | Nazwisko i imię      | Data urodzenia | Wzrost | Masa ciała |
| -- | ---- | ----------------- | -------------------- | -------------- | ------ | ---------- |
| ?  | O    | Polska            | Baszak, Tomasz       | 1982-02-11     | 183 cm |            |
| ?  | O    | Stany Zjednoczone | Harrington, Greg     | 1979-09-18     | 188 cm |            |
| 14 | S    | Polska            | Morkowski, Robert    | 1974-08-21     | 200 cm |            |
| 7  | O    | Polska            | Nizioł, Piotr        | 1969-01-15     | 190 cm |            |
| 15 | C    | Litwa             | Stulga, Gintaras     | 1973-02-21     | 211 cm |            |
| 19 | S    | Polska            | Soczewski, Arkadiusz | 1982-06-09     | 201 cm |            |
| ?  | O    | Polska            | Wiliński, Piotr      | 1983-02-12     | 182 cm |            |
| ?  | S/C  | Polska            | Hrycaniuk, Adam      | 1984-03-15     | 206 cm |            |
| ?  | O    | Polska            | Leończyk, Paweł      | 1986-10-05     | 203 cm |            |
| ?  | O/S  | Polska            | Mazur, Hubert        | 1984-06-10     | 189 cm |            |
| ?  | O    | Stany Zjednoczone | Miller, Roland       | 1977-04-06     | 190 cm |            |
| ?  | O    | Polska            | Piechucki, Kamil     | 1983-07-28     | 186 cm |            |
| ?  | S    | Polska            | Sudowski, Maciej     | 1977-02-13     | 206 cm |            |
| ?  | O    | Polska            | Szagdaj, Wojciech    | 1985-08-28     | 187 cm |            |
| ?  | S    | Polska            | Kamiński, Bartosz    | 1983-05-12     | 202 cm |            |

Trener:  Mieczysław Major
 Asystenci: Grzegorz Śpiewak, Ryszard Janik

### Sezon 2004/2005 (rozgrywki w I lidze po spadku z PLK)

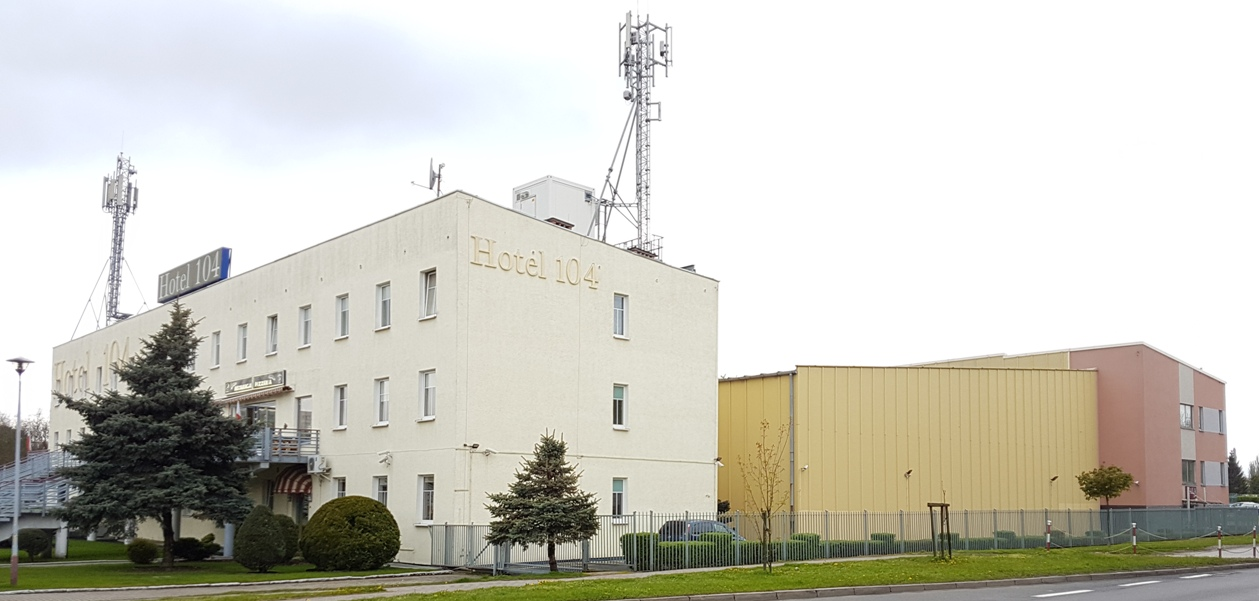
Arkadiusz Soczewski ostatni sezon w stargardzkiej hali zagrał 2015/2016

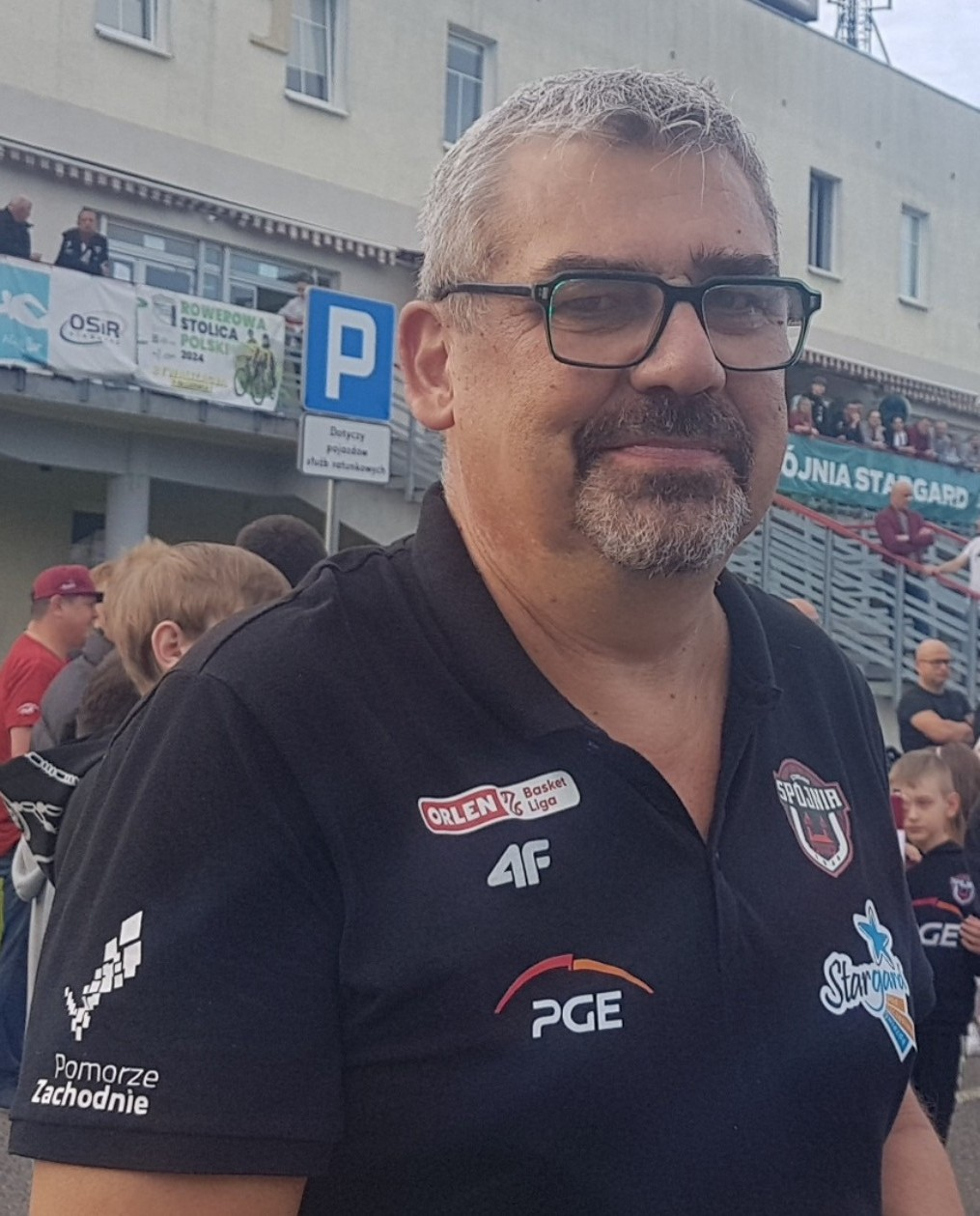
Ireneusz Purwiniecki był II trenerem Soczewskiego

Arkadiusz Soczewski w sezonie 2004/2005 grał w I lidze po spadku z PLK, w składzie:
| Nr | Poz. | Nar.   | Nazwisko i imię      | Data urodzenia | Wzrost | Masa ciała |
| -- | ---- | ------ | -------------------- | -------------- | ------ | ---------- |
| ?  | O    | Polska | Baszak, Tomasz       | 1982-02-11     | 183 cm |            |
| ?  | S    | Polska | Biela, Łukasz        | 1980-02-25     | 197 cm |            |
| ?  | S    | Polska | Kamiński, Bartosz    | 1983-05-12     | 202 cm |            |
| ?  | S    | Polska | Leończyk, Paweł      | 1986-10-05     | 203 cm |            |
| ?  | O/S  | Polska | Mazur, Hubert        | 1984-06-10     | 189 cm |            |
| 7  | O    | Polska | Nizioł, Piotr        | 1969-01-15     | 190 cm |            |
| ?  | O    | Polska | Piechucki, Kamil     | 1983-07-28     | 186 cm |            |
| 19 | S    | Polska | Soczewski, Arkadiusz | 1982-06-09     | 201 cm |            |
| ?  | S    | Polska | Sudowski, Maciej     | 1977-02-13     | 206 cm |            |
| 11 | O    | Polska | Szczerbala, Robert   | 1971-01-9      | 172 cm |            |
| ?  | S    | Polska | Łukomski, Marek      | 1980-12-02     | 188 cm |            |
| ?  | S    | Polska | Zarzeczny, Marcin    | 1987-05-26     | 195 cm |            |

Trener:  Miodrag Gajić
 Asystenci: Ireneusz Purwiniecki